# Edgar Henrichsen
Edgar Henrichsen, född 19 januari 1879 i Köpenhamn, död där 24 augusti 1955, var en dansk organist. Han var bror till Roger Henrichsen.
Henrichsen var i pianospel lärjunge till Louis Glass, i musikteori till Alfred Tofft, i orgelspel till Gustav Helsted och studerade senare under Alexandre Guilmant i Paris. Han debuterade som organist i Jesuskirken i Köpenhamn 1900, blev organist i Store Heddinge 1904, kantor vid Trinitatis Kirke i Köpenhamn 1907 och tillika organist där 1910. Han höll under en följd av år gratiskonserter i sistnämnda kyrka och, efter orgelns ombyggnad 1917, offentliga orgelföredrag. Han komponerade bland annat piano- och violinsonat, opus 1, "fyra stycken" för orgel, opus 2, och ouvertyr för orkester, opus 3.